# Кварезімал

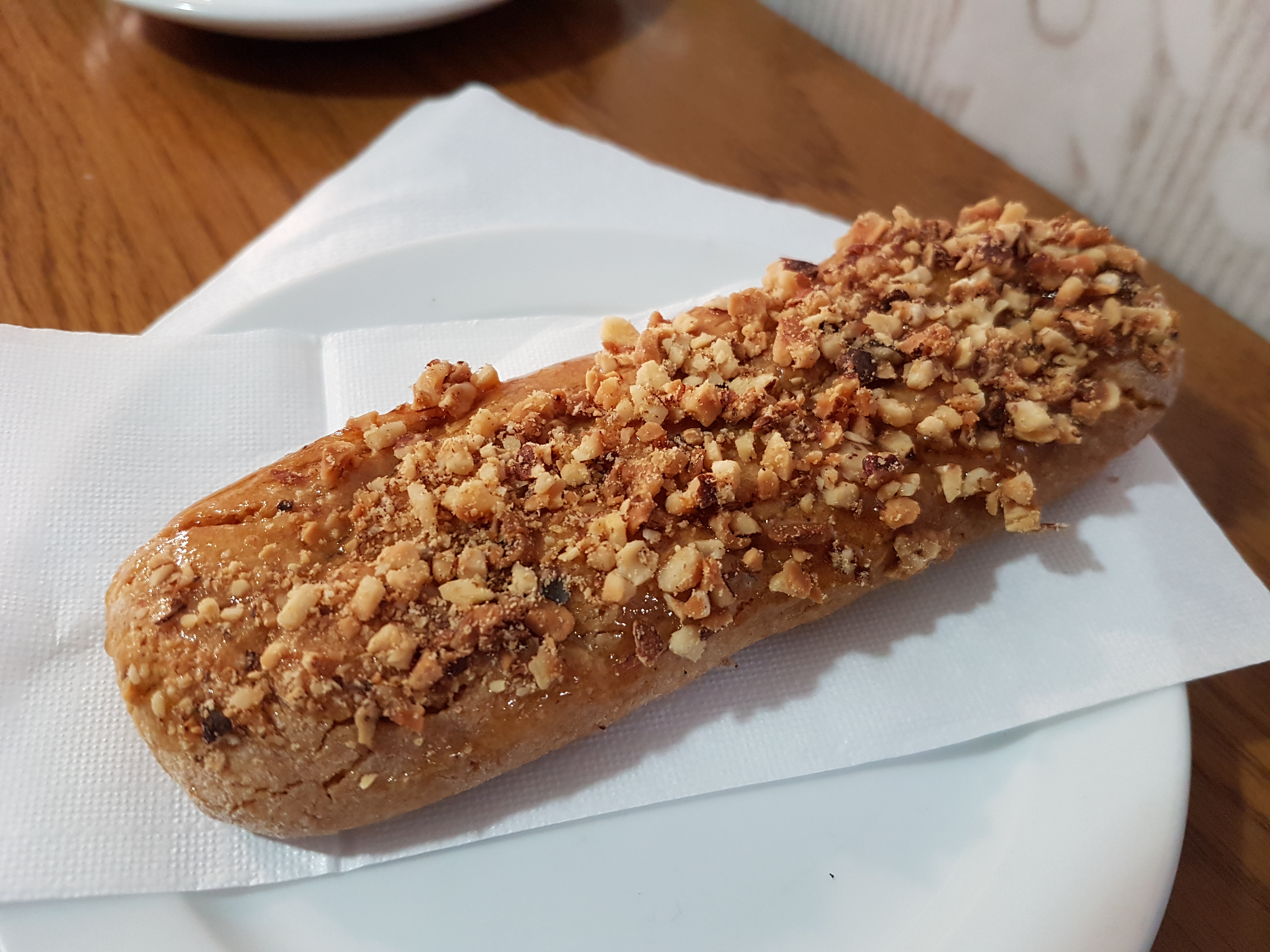
Кварезімал

Кварезімал (мальт. kwareżimal) — традиційне мальтійське печиво, яке зазвичай випікають під час Великого посту. Склад: борошно, цукор, цедра апельсина та мелений мигдаль. Це печиво є веганським, оскільки не містить тваринного білка, яєць та молочних продуктів.
Вважається, що кварезімал створили лицарі Мальти.
У середньовічній Європі під час покаяння слід було уникати продуктів тваринного походження. Проте, у ті часи цукор під час посту не був під забороною, а вважався різновидом прянощів через його високу ціну.

## Історія
Згідно з переказами та багатьма дослідниками Біблії, святий апостол Павло зазнав корабельної аварії біля узбережжя Мальти в 60 році нашої ери, прямуючи в Рим на суд, і благополучно виплив на берег. Вважається, що святий Павло ввів християнство на Мальту, зробивши її одним із найперших форпостів віри.
Епоха лицарів Святого Іоанна зміцнила християнські традиції островів. Мальтійська культура та соціальне життя також перебували під сильним впливом віри (98 відсотків островів сповідують римо-католицизм).
Багато традиційних мальтійських солодощів доступні лише в певну пору року, прив'язану до католицького літургійного календаря, наприклад кварезімал.
Кварезімал — це різновид жувального печива із спеціями та меленим мигдалем, який спочатку готували без яєць та масла. Слово кварезімал походить від італійського слова quarezima, що стосується 40 днів Великого посту.